# إدوين آرثر هال
إدوين آرثر هال (بالإنجليزية: Edwin Arthur Hall) هو سياسي أمريكي، ولد في 11 فبراير 1909 ببينغامتون في الولايات المتحدة، وتوفي في 18 أكتوبر 2004 في الولايات المتحدة. حزبياً، نشط في الحزب الجمهوري ( – 1935). وقد انتخب عضو ‏ (1937 – 1939) وانتخب مندوب ‏ وانتخب عضو مجلس النواب الأمريكي.